# Bahnhof Allersberg (Rothsee)
Allersberg (Rothsee) ist ein Bahnhof mit Personenverkehr an der Schnellfahrstrecke Nürnberg–Ingolstadt.
Die Station liegt auf dem Gelände der Gemarkung Altenfelden etwa 3 km westlich der mittelfränkischen Ortschaft Allersberg, unmittelbar an der A 9. Sie ist neben den Bahnhöfen Kinding (Altmühltal) (km 58,6) und Ingolstadt Nord (km 86,8) einer von drei Regionalbahnhöfen der Neubaustrecke. Allersberg darf – wie der südlich gelegene Bahnhof Kinding (Altmühltal) und die Bahnhöfe Limburg Süd sowie Montabaur (Schnellfahrstrecke Köln–Rhein/Main) – als einer von vier deutschen Personenbahnhöfen planmäßig mit 300 km/h durchfahren werden.
Die neue Station wurde am 6. Dezember 2006 mit einem Festakt eröffnet. 33 Jahre nach Stilllegung der Bahnstrecke Burgthann–Allersberg verfügt die Gemeinde damit wieder über einen Bahnanschluss. An Werktagen (außerhalb von Schulferien) wurden 2014 rund 1500 Ein- und Aussteiger gezählt.
Die Station wird vom Bahnhofsmanagement Nürnberg verwaltet.

## Fahrplankonzept
Seit dem Fahrplanwechsel 2006/2007 am 10. Dezember 2006 wird die Station von Regionalzügen angefahren. Bis dahin fuhren ausschließlich ICE-Züge auf der Strecke, die in Allersberg durchfahren.
In Allersberg halten die 190 km/h schnellen Regional-Express-Züge des München-Nürnberg-Express (RE 1) zwischen Nürnberg und Ingolstadt beziehungsweise München im Zwei-Stunden-Takt, an Wochenenden seit dem Fahrplanwechsel im Dezember 2022 im Stundentakt. Zwischen Allersberg und Nürnberg verkehrte bis 13. Dezember 2020 darüber hinaus in der Hauptverkehrszeit eine 140 km/h schnelle Regionalbahn als Allersberg-Express, die an diesem Datum zur neuen Linie S5 der S-Bahn Nürnberg wurde.
Die Fahrzeit nach Nürnberg liegt jeweils bei rund 15 Minuten, die nach München bei rund 90 Minuten.
| Linie | Verlauf                                                                                           | Takt                               |
| ----- | ------------------------------------------------------------------------------------------------- | ---------------------------------- |
| RE1   | München-Nürnberg-Express: Nürnberg – Allersberg – Ingolstadt (– München) Stand: 13. Dezember 2020 | 120 min am Wochenende teils 60 min |
| S5    | Nürnberg Hbf – Allersberg (Rothsee) Stand: Fahrplanwechsel Dezember 2023                          | 60 min (werktags)                  |

## Infrastruktur

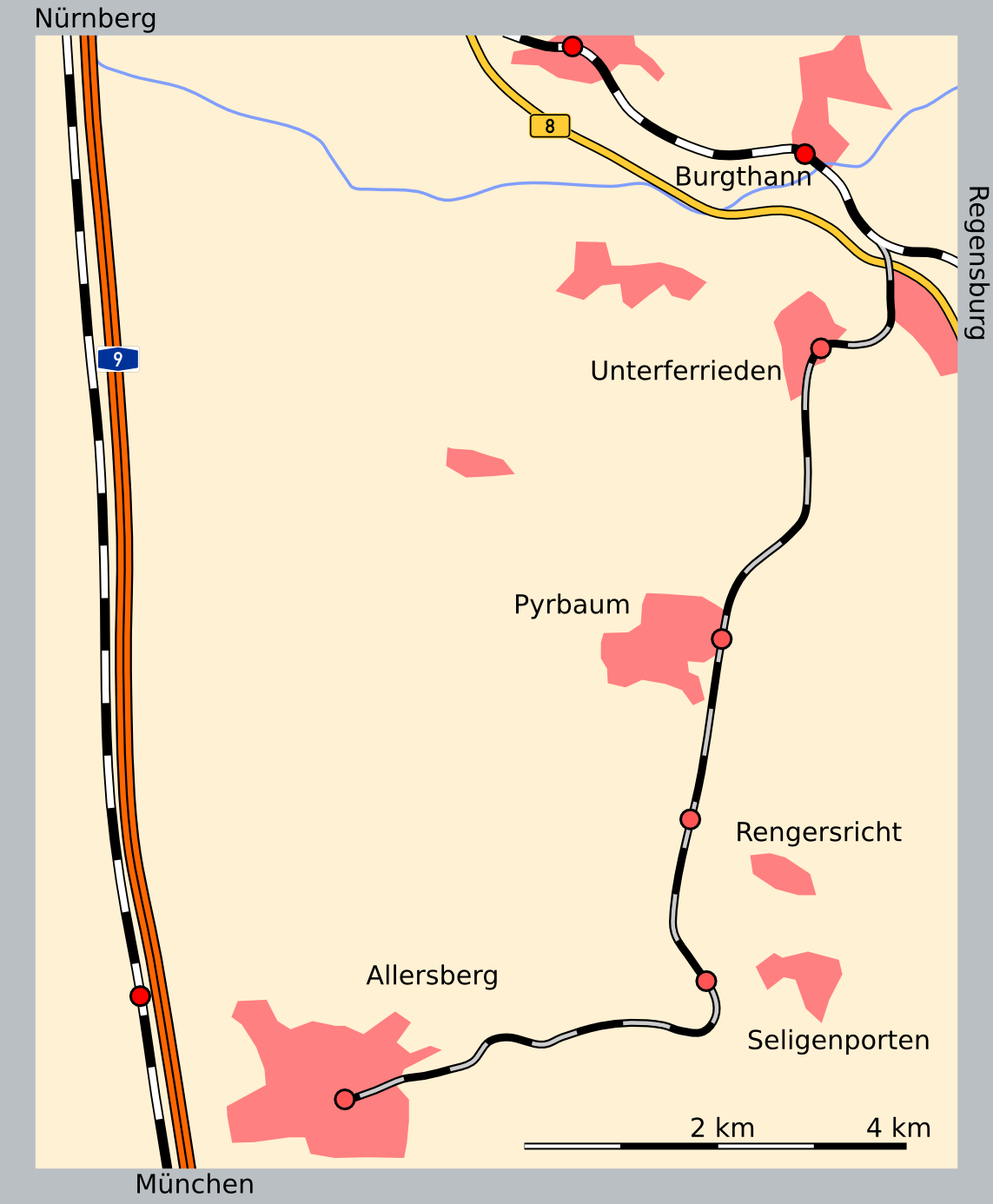
Der Bahnhof (als roter Punkt links unten) an der A 9

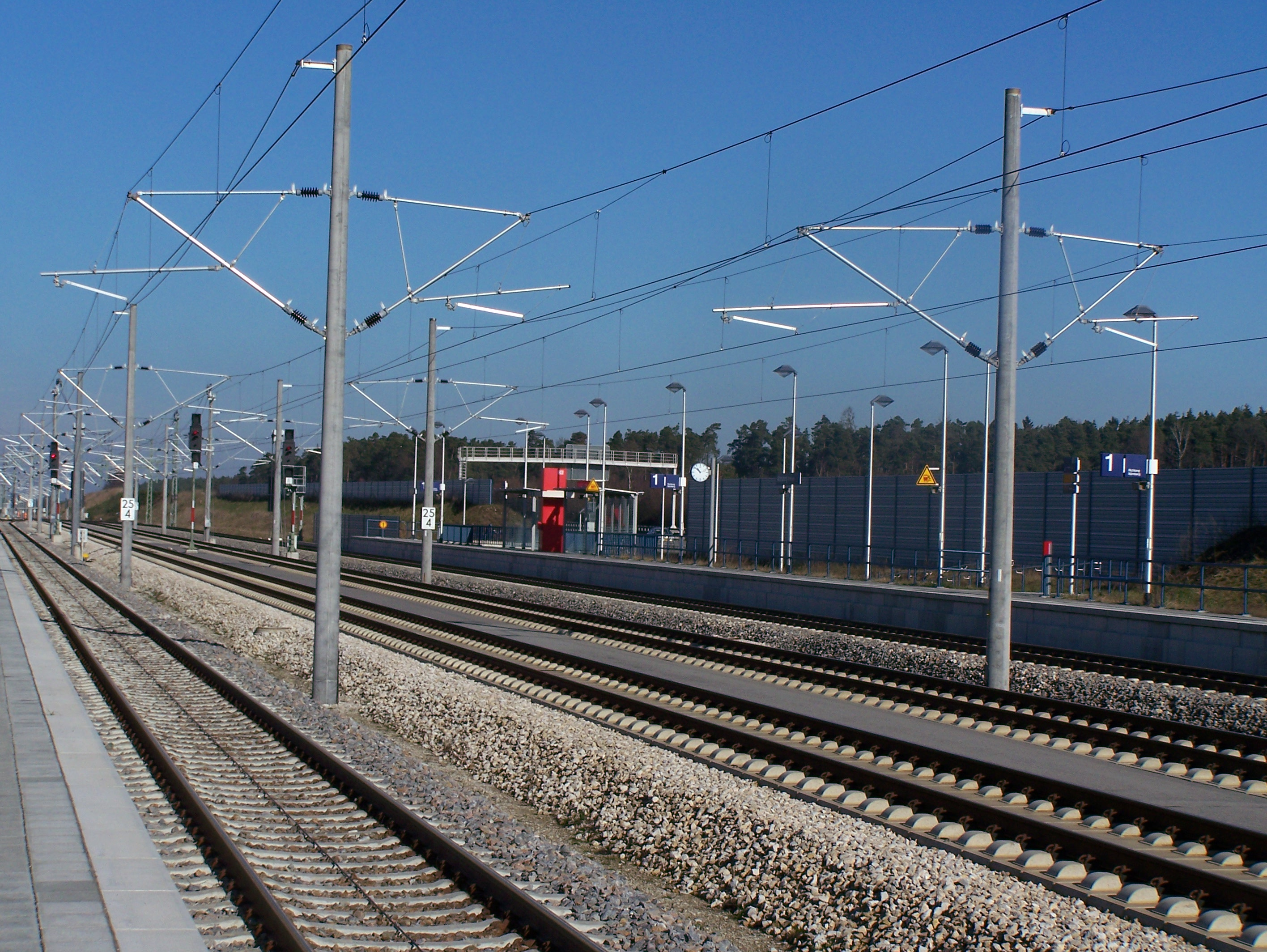
Der Bahnhof von Allersberg mit Blick Richtung Nürnberg im Februar 2007

Der in Dammlage errichtete Bahnhof verfügt über zwei durchgehende Mittelgleise, die mit 300 km/h befahrbar und in Fester Fahrbahn mit UIC-60-Schienen ausgeführt sind. Eine Geschwindigkeitsverminderung zur Durchfahrt ist nicht nötig. Haltende Züge fahren mit maximal 100 km/h über Weichen (Form: UIC60-1200-1:18,5 fb) die Bahnsteiggleise der beiden 170 Meter langen Außenbahnsteige an. Diese sind in konventionellem Schotteroberbau mit Schienenprofil S54 ausgeführt und können auch als Überholgleise genutzt werden. Nördlich der Bahnsteige (Mitte bei km 24,7) ist ein Gleiswechsel mit vier Weichen (Form UIC60-2500-1:28,5 fb) installiert, die abzweigend mit 130 km/h befahren werden können.
An beiden Bahnsteiggleisen sind am Übergang in die durchgehenden Hauptgleise Schutzweichen (Form ABW 54-190-1:9) angeordnet.
Die München-Nürnberg-Express-Züge fahren Richtung Süden (Ingolstadt/München) von Bahnsteig 4, Richtung Norden (Nürnberg) von Bahnsteig 1. Die Züge der S-Bahn-Linie S5 verkehren planmäßig stets von Gleis 1. Am Bahnsteig 4 steht ein Wartehäuschen (Wetterschutzanlage) mit sieben Sitzplätzen zur Verfügung, am Bahnsteig 1 wurden zwei derartige Wartehäuschen aufgestellt. Auf beiden Bahnsteigen wurden jeweils ein Fahrkartenautomat, mehrere Entwerter für Fahrkarten des VGN und eine Bahnhofsuhr angebracht. Die Fahrgastinformation erfolgt ausschließlich mittels Lautsprechern.
Eine Straßenunterführung mit Gehweg und eine Fußgängerunterführung unterqueren die Station im Bereich der Bahnsteige. Beide Bahnsteige sind über je zwei Treppen und eine Rampe zugänglich, ein Blindenleitsystem führt dabei zum Bahnsteig und an der Bahnsteigkante entlang.
Ein Empfangsgebäude oder einen geschlossenen Warteraum gibt es nicht.
Das einzige Gebäude auf dem Gelände nimmt ein Elektronisches Stellwerk (ESTW-A) (Typ SIMIS C) der Strecke auf. Ebenfalls wurde ein GSM-R-Sendemast im Bereich der Station installiert. Im Bereich des Parkplatzes wurden Regenrückhaltebecken angelegt. Zwischen Autobahn und Bahnhofsanlage verlaufen Erdwälle, auf denen Lärmschutzwände errichtet wurden. Südlich der Einfahrweichen (Strecken-Km 26,1) queren die Fahrbahnen der Autobahn-Anschlussstelle Allersberg die Strecke auf einer Brücke.
Im Bahnhofsbereich liegen die durchgehenden Hauptgleise in einem Gleismittenabstand von 4,50 m, die beiden Bahnsteiggleise in einem Abstand von 6,30 m.
Im Bahnhof stehen 12 Ks-Hauptsignale, die teils dunkelgeschaltet werden können. Alle Gleise sind mit Punktförmiger und Linienförmiger Zugbeeinflussung (mit CIR-ELKE) ausgerüstet.

### Verkehrsanbindung
Die Station liegt in unmittelbarer Nähe der Autobahn-Anschlussstelle Allersberg an der A 9. Am Bahnhof wurden sechs Busstellplätze und 112 überdachte Fahrradabstellplätze errichtet. Eine Haltestelle zum Aussteigen wurde unmittelbar an der Fußgänger-Unterführung ausgewiesen.
Der Bahnhofsparkplatz gliedert sich in vier Abschnitte mit insgesamt rund 286 Pkw-Stellplätzen (davon 12 Behindertenparkplätze) und hatte ein elektronisches Parkleitsystem, das 2015 außer Betrieb genommen wurde. Für Fahrräder standen zunächst 112 Stellplätze zur Verfügung; 2021 entstand eine weitere, überdachte Fahrradabstellanlage am Busbahnhof. Ein Radweg verbindet den Bahnhof mit dem Naherholungsgebiet Rothsee, das für die Bewohner aus der Stadt Nürnberg somit schnell erreichbar ist.
Zur Inbetriebnahme des Bahnhofs wurde das Busliniennetz im Landkreis Roth grundlegend verändert. Die Station wurde dabei zunächst von sieben Buslinien angefahren. Dabei wurden auch mehrere Buslinien zum Bahnhof verlängert. Neben der direkten Verbindung in die Ortschaft Allersberg wurden unter anderem Thalmässing, Greding, Heideck, Pyrbaum und Freystadt angefahren, zwei Linien führen in die nächsten größeren Städte Neumarkt in der Oberpfalz und Roth. Die Linie aus Nürnberg endete seit Inbetriebnahme der Station zunächst nicht mehr in Schwand, sondern wurde bis nach Altenfelden weitergeführt.
Nachdem sich Fahrgasterwartungen nicht erfüllt hätten, wurde das Angebot im Dezember 2010 ausgedünnt. Unter anderem wurde die Buslinie 651, die zuvor Nürnberg mit dem Bahnhof Allersberg verband, bis Schwand verkürzt. Die Buslinien 505 und 516 wurden zur Linie 508 (Allersberg–Neumarkt) zusammengefasst, die am Wochenende zwischen Allersberg Busbahnhof und Neumarkt nur nach vorheriger Anmeldung bedient wurde.
Die Buslinie 633 bindet Heideck, Hilpoltstein und Allersberg an den Bahnhof an. Das Betriebsdefizit beträgt rund 65.000 Euro pro Jahr (Stand: 2013). Bei einer Fahrgastzählung im Sommer 2013 wurden durchschnittlich acht Fahrgäste gezählt.
Ende 2021 wurde, im Rahmen der Nationalen Klimaschutzinitiative des Bundesumweltministeriums, ein Bike&Ride-Platz am Bahnhof errichtet.

## Geschichte

### Hintergrund
Über die Bahnstrecke Burgthann–Allersberg verfügte Allersberg bis Ende Mai 1973 über eine Bahnanbindung. Bereits seit den 1860er Jahren hatte sich die Marktgemeinde um eine Eisenbahnanbindung bemüht. Dabei waren zahlreiche Varianten erwogen worden, darunter eine Anbindung an Hilpoltstein oder Feucht.
Aufgrund weniger Siedlungsbereiche wurde im Raumordnungsverfahren der Neubaustrecke eine Führung westlich der Autobahn favorisiert.
Um 2005 waren zwei Drittel der Allersberger Bevölkerung Auspendler, davon fuhren wiederum zwei Drittel nach Nürnberg.

### Realisierungsdiskussion
In den Raumordnungsunterlagen der Strecke war ein Ausbau der Überholbahnhöfe Allersberg und Kinding zu Regionalbahnhöfen bereits als Option vorgesehen. Der Marktrat von Allersberg sprach sich im Zuge des Raumordnungsverfahrens 1989 gegen die Neubaustrecke aus. Am 26. Oktober 1987 hatte auch der Kreistag des Landkreises Roth die Strecke in beiden damals diskutierten Varianten (Augsburg und Ingolstadt) abgelehnt. Mit 50 zu einer Stimme lehnte der Kreistag am 30. Oktober 1989 beide Trassenvarianten nochmals ab.
In einem Gutachten der Deutschen Bundesbahn wurde in den 1980er Jahren die Einrichtung eines Regionalzughaltes in Allersberg und Kinding erwogen. In einer Diskussion im Nachgang zu einer Projektpräsentation vor dem Marktrat brachte der Leiter der Bundesbahn-Projektgruppe, Peter Nußberger, im Oktober 1987 die Idee eines „Haltepunktes“ auf. Der Rat lehnte im Anschluss den Bau einer ICE-Strecke im Gemeindegebiet mit 19 zu 2 Stimmen ab. Mit 16 zu 5 Stimmen beschloss der Rat, eine Änderung seiner Haltung in Betracht zu ziehen, wenn ein Regionalzughalt verbindlich zugesichert würde.
Bis etwa Anfang 1989 war ein Überholbahnhof im Bereich von Göggelsbuch vorgesehen und wurde dann auf Höhe von Altenfelden verschoben. Eine Konkretisierung dieser Überlegungen stand im März 1989 noch aus.
1990 war ein Überholbahnhof bei Altenfelden (Streckenkilometer 25,5) vorgesehen. Neben zwei Überholgleisen von wenigstens 600 m Nutzlänge waren zwei Abstellgleise geplant. In der am 20. Juni 1991 vorgelegten Landesplanerischen Beurteilung der Strecke machte das Bayerische Umweltministerium der Deutschen Bundesbahn unter anderem zur Auflage, die Überholbahnhöfe Allersberg und Kinding zu Regionalbahnhöfen auszubauen.
Eine 1981 begonnene Flurbereinigung in Allersberg, die 1992 abgeschlossen werden sollte, galt mit der Mitte 1990 bekannt gegebenen Entscheidung für die Ingolstadt-Variante als gefährdet. Im Herbst 1992 wurde aufgrund der weiterhin schwebenden Neubaustreckenplanung eine Teilung des Flurbereinigungsverfahrens erwogen. Mehrere Bauvorhaben in Altenfelden, u. a. die Verlegung einer Kläranlage und ein Baugebiet, waren in der Warteschleife.
Anfang 1992 war ein nicht mit Personal besetzter Regionalbahnhof mit 200 Parkplätzen vorgesehen. Das Stellwerk sollte aus Nürnberg oder Fischbach fernbedient werden. Das Planfeststellungsverfahren sollte nach Bundesbahn-Angaben vor den Sommerferien 1992 eingeleitet werden, mit dem Baubeginn wurde 1993 gerechnet. Die Bauzeit sollte sechs Jahre betragen. Die Realisierung stand zu diesem Zeitpunkt offen; Erhebungen zur Wirtschaftlichkeit liefen. Ein vom Gemeinderat geforderte Anschlussgleis für ein eventuelles Gewerbegebiet lehnte die Deutsche Bundesbahn ab. Nachdem in den Anfang 1993 vorliegenden Planfeststellungsunterlagen keine konkrete und endgültige Aussage über einen Regionalbahnhof bei Altenfelden enthielten, lehnte der Allersberger Marktrat die Neubaustrecke erneut ab.
Nach dem Planungsstand von August 1993 war bei Allersberg ein Überholbahnhof mit jeweils einem seitenrichtigen Überholgleis geplant. Die Anlagen für einen Regionalbahnhof waren berücksichtigt. Die Auswirkungen von Regionalbahnhöfen in Allersberg und Kinding war Mitte 1993 Gegenstand einer Informationsveranstaltung bei der Regierung von Mittelfranken. Abgeordnete und Bürgermeister aus dem Landkreis Roth setzten sich für die Bahnhöfe ein. Vertreter von Bundesbahn und Regierung hätten sich grundsätzlich zum Bau des Personenbahnhofs Allersberg bereiterklärt, die Finanzierung von Bahnsteigen, Erschließung und Betriebskosten war noch offen. Vorgesehen war u. a. ein Parkplatz mit 300 Parkplätzen und einer Erweiterungsmöglichkeit um weitere 190 Stellplätze. Die 300 Stellplätze sollten bis zum Jahr 2000 reichen. Geplant war ein stündliches Verkehrsangebot mit 16 Zugpaaren pro Tag.
Auch nach dem Planungsstand von Mitte 1994 war der Bahnhof als Überholbahnhof konzipiert. Ein Ausbau zum Regionalbahnhof war weiterhin als Option vorgesehen. Im Nord- und Südkopf waren Gleiswechsel zwischen den Streckengleisen mit je vier Weichen geplant.
Der Markt Allersberg erhob Klage gegen den ersten Planfeststellungsbeschluss der Strecke (Nürnberg-Fischbach/Feucht), um ein drittes Gleis zur Sicherung des Regionalverkehrs zu erreichen. Aufgrund der starken Auslastung der ICE-Fernstrecke seien keine Kapazitäten für Regionalverkehr vorhanden. Der Markt beantragte dazu Rechtsschutz beim Bayerischen Gemeindetag. In einer Stellungnahme räumte dieser der Klage geringe Chancen ein, da die Marktgemeinde durch den Planfeststellungsbeschluss nicht unmittelbar betroffen sei und gewährte daher keinen Rechtsschutz. Mit einstimmigem Beschluss des Marktrates zog Allersberg daraufhin die Klage zurück.
Ende Juni 1995 betonte Bayerns Wirtschafts- und Sozialminister Otto Wiesheu auf einer Regionalkonferenz erneut, dass der Freistaat beide Bahnhöfe bei der DB bestellen werde und diese die Infrastruktur zu finanzieren habe. Eine endgültige Entscheidung solle im Oktober fallen. Kurz darauf kritisierten die Bürgermeister von 13 Gemeinden im Einzugsbereich der Trasse, dass klare Aussagen fehlten.
Anfang 1997 informierte der Landkreis Roth über eine im Auftrag der Regierung von Mittelfranken durchgeführte Studie, in der ein Erhalt der Bahnstrecke bis Heideck untersucht wurde. Darin zeigte sich, dass eine Verlängerung nur dann förderfähig gewesen wäre, wenn der Bahnhof Allersberg nicht realisiert würde, der laut der Studie aus dem südlichen Landkreis Richtung Nürnberg eher genutzt werden würde als die Strecke Richtung Roth. Der Streckenabschnitt zwischen Roth und Hilpoltstein wurde später zurückgebaut.

### Planung
Im April 1998 bestellte der Freistaat Bayern den Ausbau des Überhol- zu einem Regionalbahnhof. Dabei waren zwei 170 m lange Außenbahnsteige vorgesehen. Nach dem Planungsstand von 1999 waren in beiden Bahnhofsköpfen weiterhin Gleiswechsel mit jeweils vier Weichen vorgesehen.
Das Bauwerk war Teil des Planfeststellungsabschnitts 31 der Neubaustrecke und Teil des Bauloses Nord.

### Bau

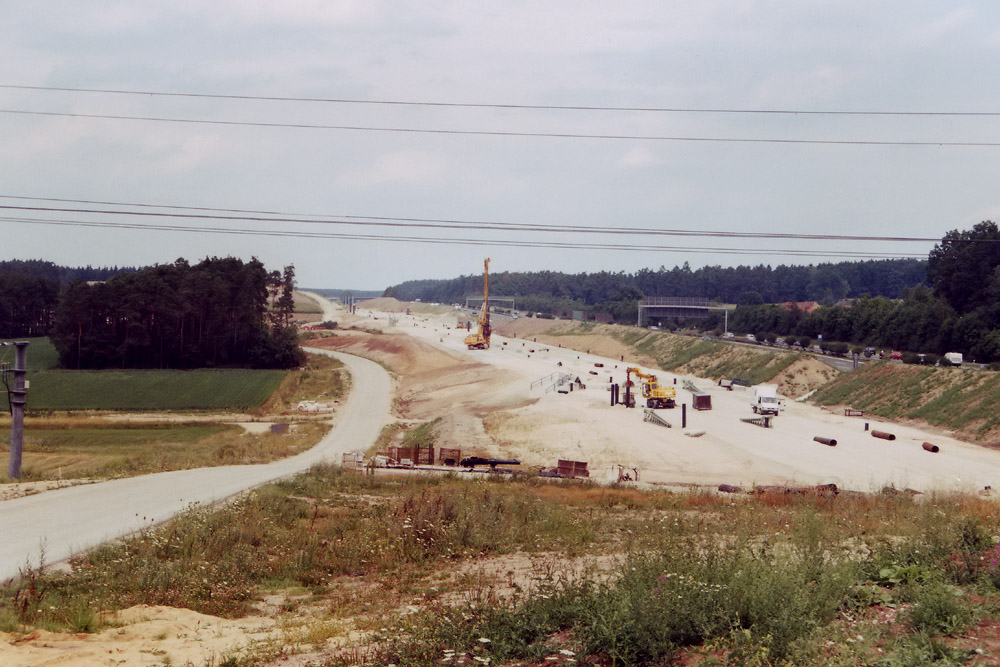
Der Bahnhof während der Bauphase im Jahre 2003

Nordwestlich der Anlage wurde eine Erddeponie angelegt.
Der Bahnhof gehörte zum Baulos Nord der Neubaustrecke, mit dem eine Arbeitsgemeinschaft der Unternehmen Bilfinger und Berger (Mannheim) und Max Bögl (Neumarkt in der Oberpfalz) beauftragt war.
Um 2003 forderten der Landkreis Roth und die Bayerische Eisenbahngesellschaft, den Streckenabschnitt zwischen Allersberg und Nürnberg vorzeitig, spätestens 2005, für den Regionalverkehr in Betrieb zu nehmen.
Am 27. November 2005 wurde der Bahnhof erstmals elektrisch durchfahren.

### Betrieb
Seit dem Fahrplanwechsel 2006/2007 am 10. Dezember 2006 wird die Station von Regionalzügen angefahren. Bis dahin fuhren ausschließlich ICE-Züge auf der Strecke, die in Allersberg durchfahren.
Mit der Inbetriebnahme sank die planmäßige Reisezeit vom Marktplatz Allersberg zum Hauptbahnhof Nürnberg von 46 auf 24 Minuten.
Nach einem Jahr Betrieb zog DB Regio Anfang Dezember 2007 eine zufriedenstellende Bilanz. Täglich seien 350 Fahrgäste am Bahnhof zu verzeichnen gewesen. Die Nachfrage habe sich dabei im Wesentlichen auf Pendlerzüge morgens und abends konzentriert.
Zum Fahrplanwechsel im Dezember 2013 wurde das Zugangebot Richtung Nürnberg von 25 auf 18 Züge zurückgefahren, das Angebot aus Richtung Nürnberg von 26 auf 18.
Laut Angaben der Bayerischen Eisenbahngesellschaft wurden bei einer Fahrgastzählung an einem durchschnittlichen Werktag (montags bis freitags, außerhalb von Schulferien) im Jahr 2014 1500 Ein- und Aussteiger am Bahnhof gezählt.
Ab 2018 sollte Allersberg Endpunkt der neuen Linie S5 der S-Bahn Nürnberg sein, die dann von der National Express Group mit Fahrzeugen des Typs Škoda 7Ev betrieben werden sollte. Am 4. Januar 2017 erhielt DB Regio Bayern den Zuschlag. Die S5 als (im Wesentlichen fahrplanidenter) Ersatz des Allersberg-Express wurde schließlich zum Fahrplanwechsel im Dezember 2020 eingeführt. Zum Fahrplanwechsel am 10. Dezember 2023 wurde wochenends das bis dahin zweistündliche Angebot eingestellt. Stattdessen wurde ein Busverkehr nach Roth eingerichtet, womit die Reisezeit nach Nürnberg Hauptbahnhof von 14 auf 49 Minuten verlängert wird. Für Fahrgäste aus Kinding, die mit einem Bus die S-Bahn in Allersberg erreichen konnten, verlängert sich die Fahrzeit von 49 Minuten auf eineinviertel Stunden. Laut Bayerischer Eisenbahngesellschaft seien Angebotsverbesserungen auf der S5 nur möglich, wenn der Bund dafür Mittel bereitstelle. Laut Angaben der BEG seien die S-Bahnen durchschnittlich von nur rund 20 Fahrgästen genutzt worden.
Zum Fahrplanwechsel im Dezember 2018 wurde ferner das Busangebot Richtung Hilpoltstein und Allersberg verändert. Nunmehr werden mehr Fahrten angeboten, teils als Anrufsammeltaxi.
Für das geplante, nicht realisierte ICE-Werk Nürnberg wurde im Rahmen des 2022 laufenden Raumordnungsverfahrens ein Standort nordwestlich des Bahnhofs erwogen.

### Ausblick
Die Stadt Allersberg plant im Umfeld des Bahnhofs zwei Gewerbegebiete mit insgesamt etwa 30 Hektar Fläche. Ende 2024 wurde entsprechend der Flächennutzungsplan rechtskräftig geändert. Der Bürgermeister rechnete mit dem Rechtskraft der Bebauungspläne im Herbst 2024 und den Baubeginn der Erschließung Anfang 2025. Um die beiden Gewerbegebiete West I und West II zu erschließen, ist inzwischen geplant, in den Jahren 2026 und 2027 westlich des Bahnhofs verschiedene Straßen, Fuß- und Radwege neu- und auszubauen. Unter anderem soll an einer der Zufahrten zum Bahnhof ein Kreisverkehr entstehen.
Zum Fahrplanwechsel im Dezember 2025 sollen die Buslinien 505/516, die den Bahnhof Allersberg mit dem Bahnhof Neumarkt (Oberpfalz) verbinden, beschleunigt werden. Dabei sollen verschiedene Haltestellen im Stadtgebiet von Allersberg nicht mehr angefahren und stattdessen durch in eine Rufbus-Linie (597.2) einbezogen werden.
Ab Dezember 2028 ist auf dem RE 1 ein stündliches Verkehrsangebot geplant. Im 3. Gutachterentwurf des Deutschlandtaktes sind für den Bahnhof je ein stündliches Regionalverkehrs- und ein stündliches S-Bahn-Angebot vorgesehen. Pro Stunde und Richtung sollen viereinhalb Fernverkehrszüge durchfahren.
Bei einer Präsentation von Zwischenergebnissen zu einer Machbarkeitsstudie zur Weiterentwicklung der S-Bahn Nürnberg wurde im Oktober 2024 eine mögliche Neubaustrecke zwischen Hilpoltstein und dem Bahnhof Allersberg vorgestellt. Die 8,9 km lange, eingleisige und mit für bis zu 160 km ausgelegte Strecke soll, in Verbindung mit Maßnahmen an der Bestandsstrecke in Hilpoltstein sowie einer niveaufreien Einbindung im Bahnhof Allersberg, 168 Millionen Euro Kosten (Grobkostenschätzung zum Preisstand 2022, ohne Planungskosten). Bei einer stündlichen Verlängerung der S-Bahn von Allersberg nach Hilpoltstein sollen damit 1400 zusätzliche Fahrgäste im öffentlichen Verkehr gewonnen und ein Nutzen-Kosten-Faktor von 1,3 erreicht werden.

## Kosten und Finanzierung
Die Kosten eines Regionalbahnhofs wurden von der Deutschen Bundesbahn 1992 mit 15 Millionen DM beziffert. Darin seien 200 Parkplätze, behindertengerechte Zugänge und eine Zufahrt von der Staatsstraße 2225 enthalten gewesen. Mehrkosten von 800.000 DM seien für druckdichte Wagen erforderlich.
Die Finanzierung des Bahnhofs erfolgte außerhalb der im Dezember 1996 zwischen Bundesverkehrsministerium und Deutscher Bahn geschlossenen Finanzierungsvereinbarung des Projektes. Die Station war ein Teil eines 306 Millionen Euro umfassenden Paketes mit Finanzierungsbeiträgen Dritter, zu dem neben den drei Regionalbahnhöfen der Strecke unter anderem auch die Kosten für den S-Bahn-Ausbau zwischen München-Obermenzing und Dachau sowie die Beseitigung von 14 Bahnübergängen zwischen Ingolstadt und München enthalten waren. Die Kosten des Bahnhofs sind öffentlich nicht bekannt.

## Galerie

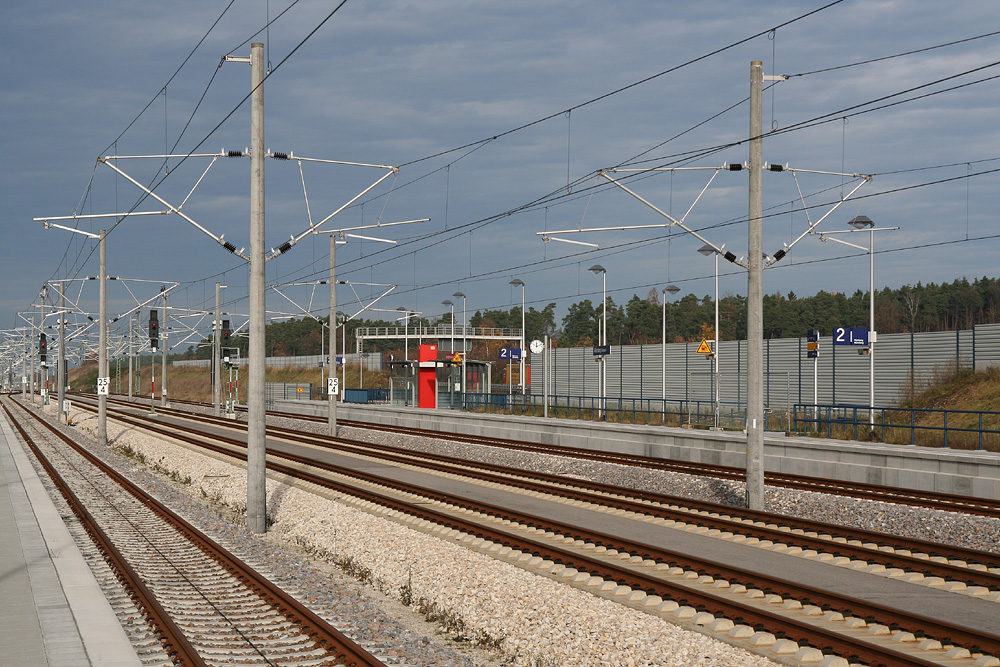
Im Herbst 2006 waren die Gleise noch anders bezeichnet.
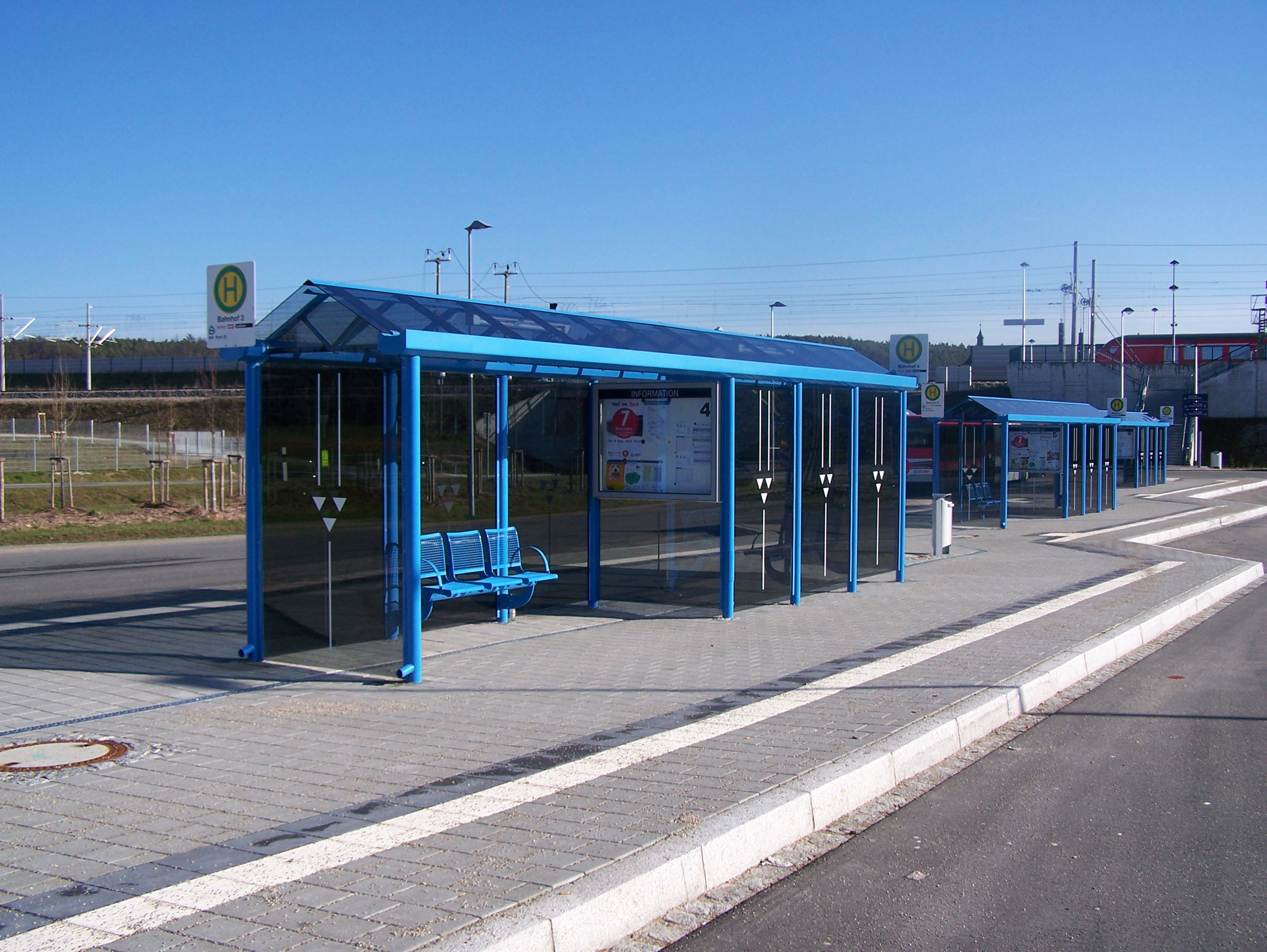
Der Busbahnhof
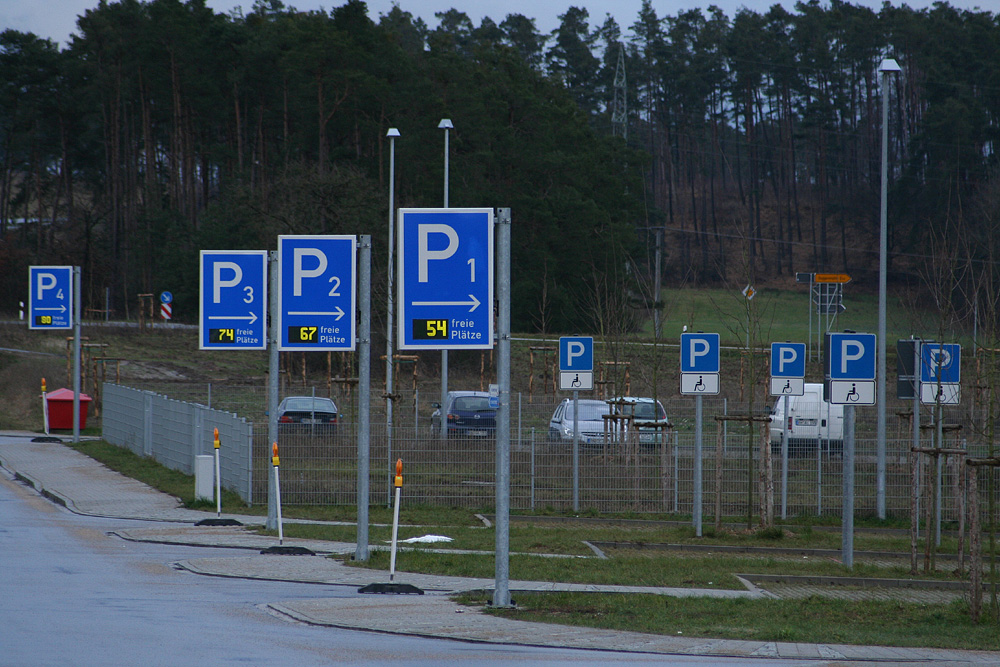
Am Bahnhof sind etwa 290 Parkplätze vorhanden.
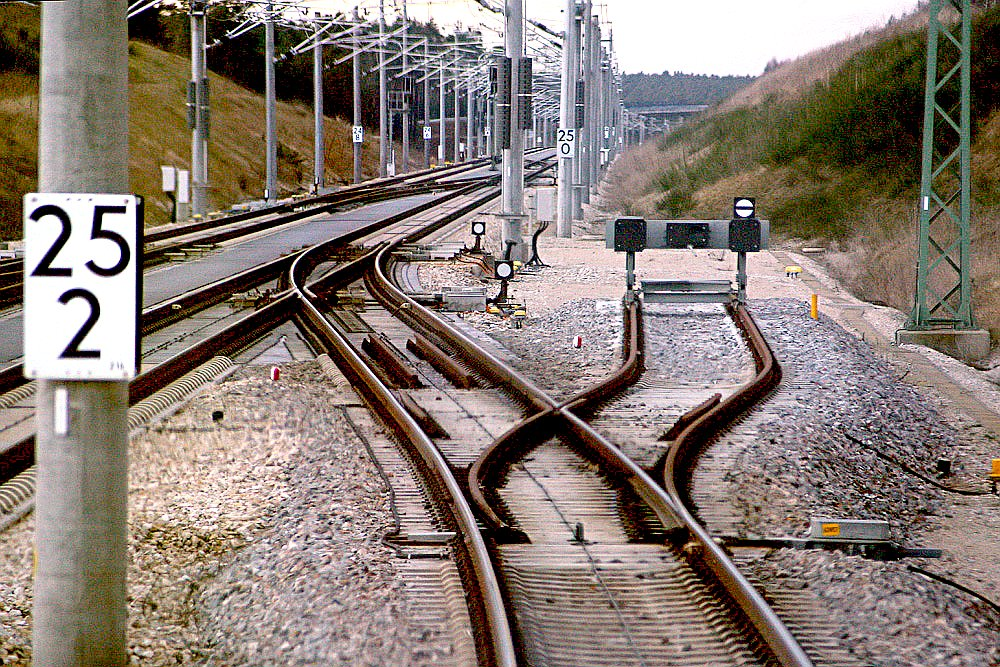
Schutzweiche am nördlichen Ende von Gleis 1. Im Hintergrund ist der Gleiswechsel zu erkennen.
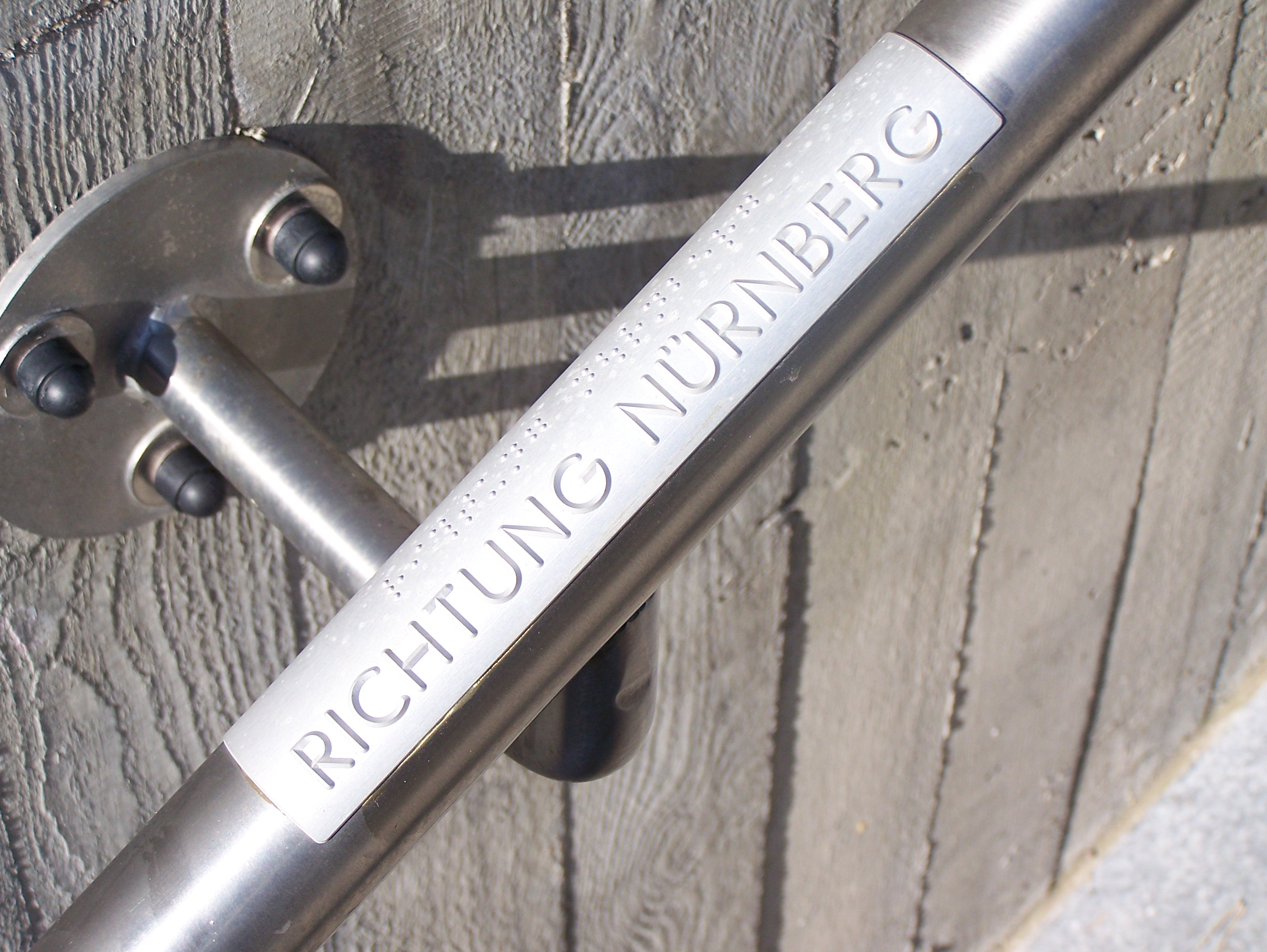
An den Geländern wurden taktile Informationen in Normal- und Blindenschrift angebracht.